# تجمع الخفسة (العبر)

تعديل مصدري - تعديل

تجمع الخفسة هو "تجمع بدوي" في عزلة العبر بمديرية العبر التابعة لمحافظة حضرموت، بلغ تعداد سكانها 27 نسمة حسب تعداد اليمن لعام 2004.